# Neostorena vituperata
Neostorena vituperata is een spinnensoort in de taxonomische indeling van de mierenjagers (Zodariidae).
Het dier behoort tot het geslacht Neostorena. De wetenschappelijke naam van de soort werd voor het eerst geldig gepubliceerd in 1995 door Rudy Jocqué.